# Lacaria araucanaria
Lacaria araucanaria là một loài bướm đêm trong họ Geometridae.